# Velika nagrada Ria de Janeira 1938
Velika nagrada Ria de Janeira 1938 je bila sedma neprvenstvena dirka za Veliko nagrado v sezoni 1938. Odvijala se je 12. junija 1938 na brazilskem uličnem dirkališču Gávea v Riu de Janeiru.

## Poročilo
Scuderia Ferrari je podobno kot v predhodni sezoni na dirko pripeljala dva dirkalnika za Carla Pintacudo, lanskega zmagovalca, in Maria Tadinija. V močnem dežju je na štartu povedel Carlos Arzani, že kmalu pa ga je uspel prehiteti Pintacuda in z veliko razliko več kot šestih minut je ubranil lansko zmago. Arzani je osvojil drugo mesto, Manuel Cândido Pinto de Oliveira je bil tretji, Arthur Nascimento četrti, Casimiro António Pinto de Oliveira, ki je bil brat tretjeuvrščenega dirkača, je bil peti, drugi Ferrarijev dirkač, Tadini, ki je izgubil veliko časa ob postankih za menjavo svečk, pa je dirko končal kot šesti.

## Rezultati

### Dirka
| Poz | Št | Dirkač                             | Moštvo           | Dirkalnik           | Krogi | Čas/Odstop | Št. m. |
| --- | -- | ---------------------------------- | ---------------- | ------------------- | ----- | ---------- | ------ |
| 1   | 2  | Carlo Pintacuda                    | Alfa Corse       | Alfa Romeo Tipo 308 | 25    | 3:33:37,2  | 3      |
| 2   | 8  | Carlos Arzani                      | Privatnik        | Alfa Romeo 8C-35    | 25    | +6:23,4    | 1      |
| 3   | 10 | Manuel Cândido Pinto de Oliveira   | Privatnik        | Ford V8             | 24    | +1 krog    | 7      |
| 4   | 16 | Arthur Nascimento                  | Privatnik        | Alfa Romeo P3       | 24    | +1 krog    | 5      |
| 5   | 12 | Casimiro António Pinto de Oliveira | Privatnik        | Bugatti T51         | 23    | +2 kroga   | 18     |
| 6   | 4  | Mario Tadini                       | Scuderia Ferrari | Alfa Romeo Tipo 308 | 23    | +2 kroga   | 2      |
| 7   | 32 | Quirino Landi                      | Privatnik        | Fiat GP             | 23    | +2 kroga   | 17     |
| Ods | 14 | Angel Garabatto                    | Privatnik        | Chrysler            | 21    |            | 15     |
| Ods | 18 | Francisco Landi                    | Privatnik        | Alfa Romeo Monza    | 20    |            | 4      |
| Ods | 20 | João Alfredo Braga                 | Privatnik        | Alfa Romeo Monza    | 16    | Trčenje    | 6      |
| Ods | 34 | Mário Valentim                     | Privatnik        | Ford V8             |       |            | 9      |
| Ods | 26 | Cícero Marques Porto               | Privatnik        | Bugatti T37A        |       |            | 16     |
| Ods | 24 | Luiz Tavares Moraes                | Privatnik        | Alfa Romeo Monza    | 7     |            | 10     |
| Ods | 36 | Newton Teixeira                    | Privatnik        | Alfa Romeo Monza    | 5     |            | 12     |
| Ods | 6  | Louis Decaroli                     | Privatnik        | Maserati 8CM        | 4     |            | 19     |
| Ods | 22 | Benedicto Lopes                    | Privatnik        | Alfa Romeo 2900     | 3     |            | 8      |
| Ods | 28 | Domingos Lopes                     | Privatnik        | Bugatti T37A        | 3     | Trčenje    | 13     |
| Ods | 40 | Geraldo Pedro                      | Privatnik        | Ford V8             | 3     |            | 14     |
| Ods | 30 | Norberto Jung                      | Privatnik        | Ford V8             | 0     | Ogenj      | 11     |